# Московский газовый завод
Московский газовый завод — бывший газовый завод в Басманном районе Центрального административного округа Москвы, построенный в 1865 году для освещения города, памятник промышленной архитектуры. В настоящее время помещения завода переоборудованы в бизнес-квартал «Арма».

## История
В 1861 году инженеры Вернер фон Сименс и Иоганн Гальске предложили московскому генерал-губернатору провести газовое освещение в Москве. В 1863 году Дума объявила о поиске подрядчика, в результате торгов выиграли предприниматель А. Букье и инженер Н. Гольдсмит. 29 января 1865 года Распорядительная дума подписала с ними контракт, и 24 июля началось строительство Московского газового завода за Курской железной дорогой.
Первыми были выстроены два двухэтажных корпуса по линии Нижнего Сусального переулка по проекту Фёдора Дмитриева для проживания рабочих. В это же время архитектор Рудольф Бернгард руководил строительством четырёх кирпичных газгольдеров высотой 20 метров, глубиной 10, и по 40 метров в диаметре. Здание газового завода, состоявшее из нескольких цехов, построили между газгольдерами и административным корпусом. Оборудование для завода, каменный уголь для производства светильного газа и прокладки газовых трасс завозилось из-за границы.
Торжественный запуск Московского газового завода и зажжение газового фонаря у Архангельского собора состоялось 27 декабря 1866 года. К этому времени было проложено 90 км газовых сетей и установлено 2019 фонарей.
В январе 1867 Букье и Гольдсмид передали контракт на освещение Москвы текучим газом Английскому обществу (City of Moscow gas company, Ltd). Из-за крупных убытков в 1888-м английская компания передала концессию Генеральному Французскому и Континентальному обществу освещения. Новое общество не ремонтировало и не модернизировало устройство завода, из-за чего оборудование сильно износилось.
29 января 1905 года завод перешел городу. По результатам инвентаризации имущество оценивалось в 5 миллионов рублей, но его реальная стоимость из-за изношенности была в два раза меньше. Из-за возрастающей потребности города в газе было решено реконструировать завод. Над проектом работал архитектор Александр Рооп. За четыре года был заново отстроен аммиачный завод, переделаны два газгольдера, понижена утечка и давление газа в сети и были проложены газовые магистрали. В 1912 году начались работы по строительству новых корпусов, на что было выделено 4 миллиона рублей. Старое здание снесли и по проектам инженера Владимира Шухова были построены перекрытия очистного цеха, цеха производства счётчиков и регуляторов, цеха водяного газа, перекрытия ретортного и аппаратного зданий, перекрытия электростанции и холодильника и перекрытия регулирующего газгольдера.

Завод примерно в 1913 году
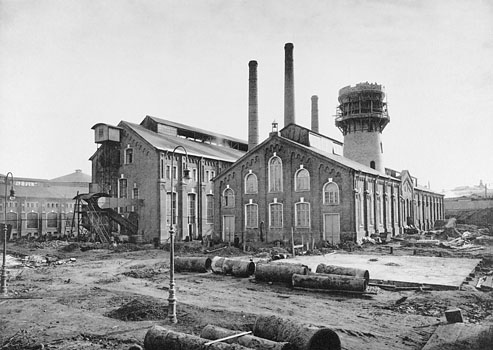
Ретортное и аппаратное здание (со стороны коксовой площадки)
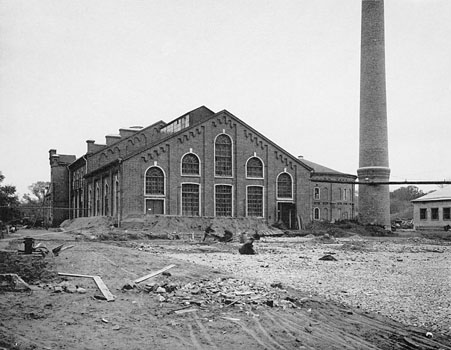
Корпус завода водяного газа
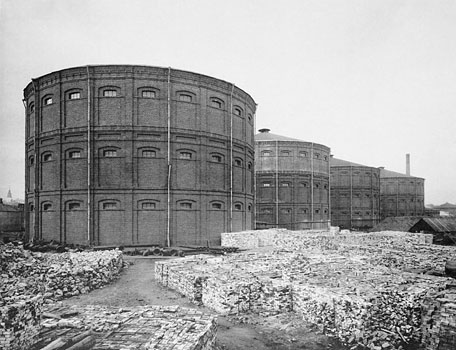
Газгольдеры

Реконструкция завода была закончена в 1914 году, в результате мощность завода увеличилась вдвое. Его производительность достигла 107,6 млн литров газа в сутки, или 18 406 млн литров в год.
В период Первой мировой и Гражданской войны завод выполнял военные заказы. Для производства взрывчатых веществ на заводе установили четыре печи для получения из нефти бензола, толуола, нефтяного газа. В 1915 году на заводе запустили производство ручных гранат. Предприятие продолжало работать на полную мощность, поставляя газ для города и производя продукты для армии. В 1917 году завод был признан предприятием, имеющим первостепенную государственную значимость, остановка которого недопустима.
В 20—30-е годы XX века на территории завода построили здание газогенератора (архитектор Николай Морозов) и вспомогательные здания: склады для хранения запасов сырья, продукции, мастерские, столовую и бытовки. В 1931 году завод перешел в управление Моссовета.
В июле 1946 года был запущен газопровод Саратов — Москва, из-за чего производительность Московского газового завода резко снизилась. Основной его функцией стало производство тугоплавких газовых горелок. По генплану Москвы 1971 года завод был включён в число предприятий с экологически вредным производством, которые подлежали выводу из города. Однако из-за перестройки в полной мере это так и не произошло.

Территория бывшего завода в 2009 году
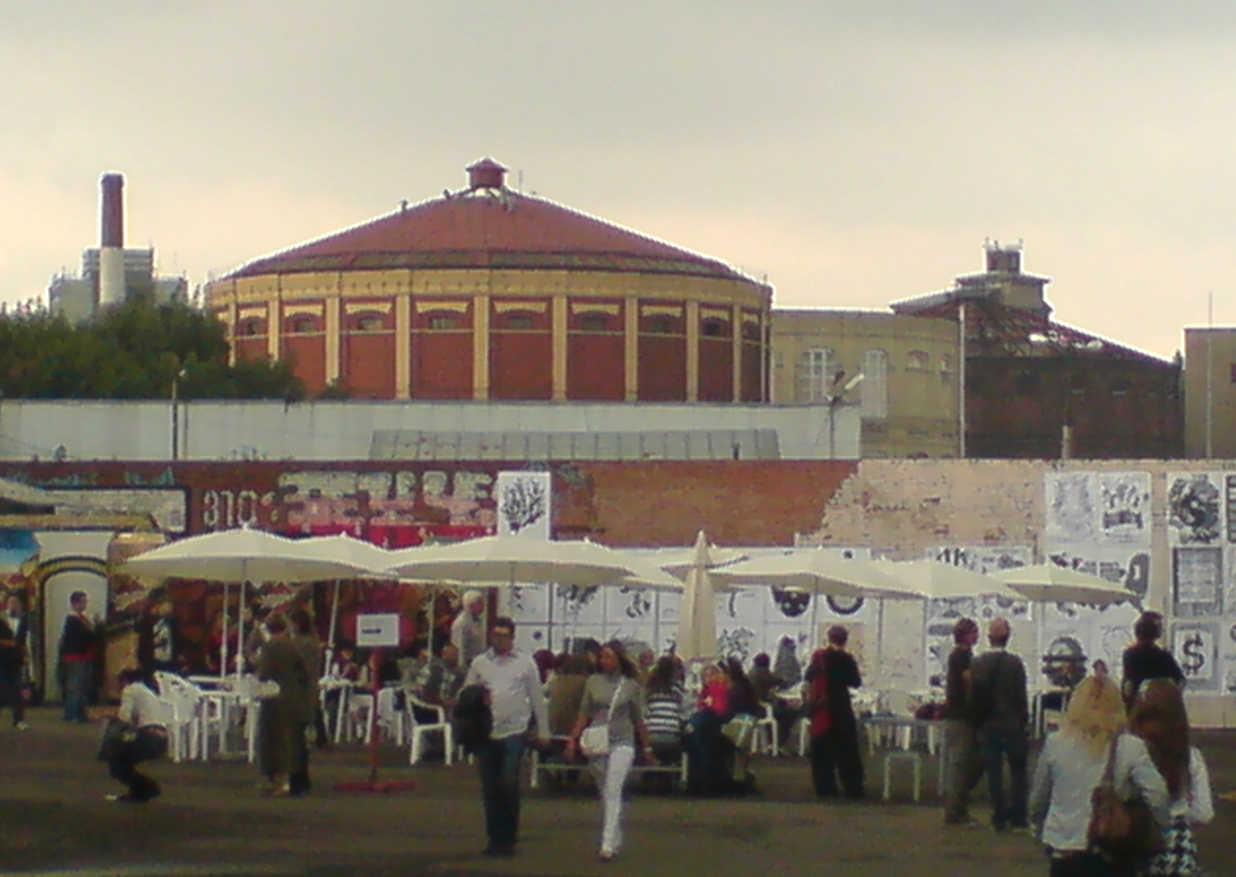
Газгольдеры со стороны выставочного комплекса «Винзавод»
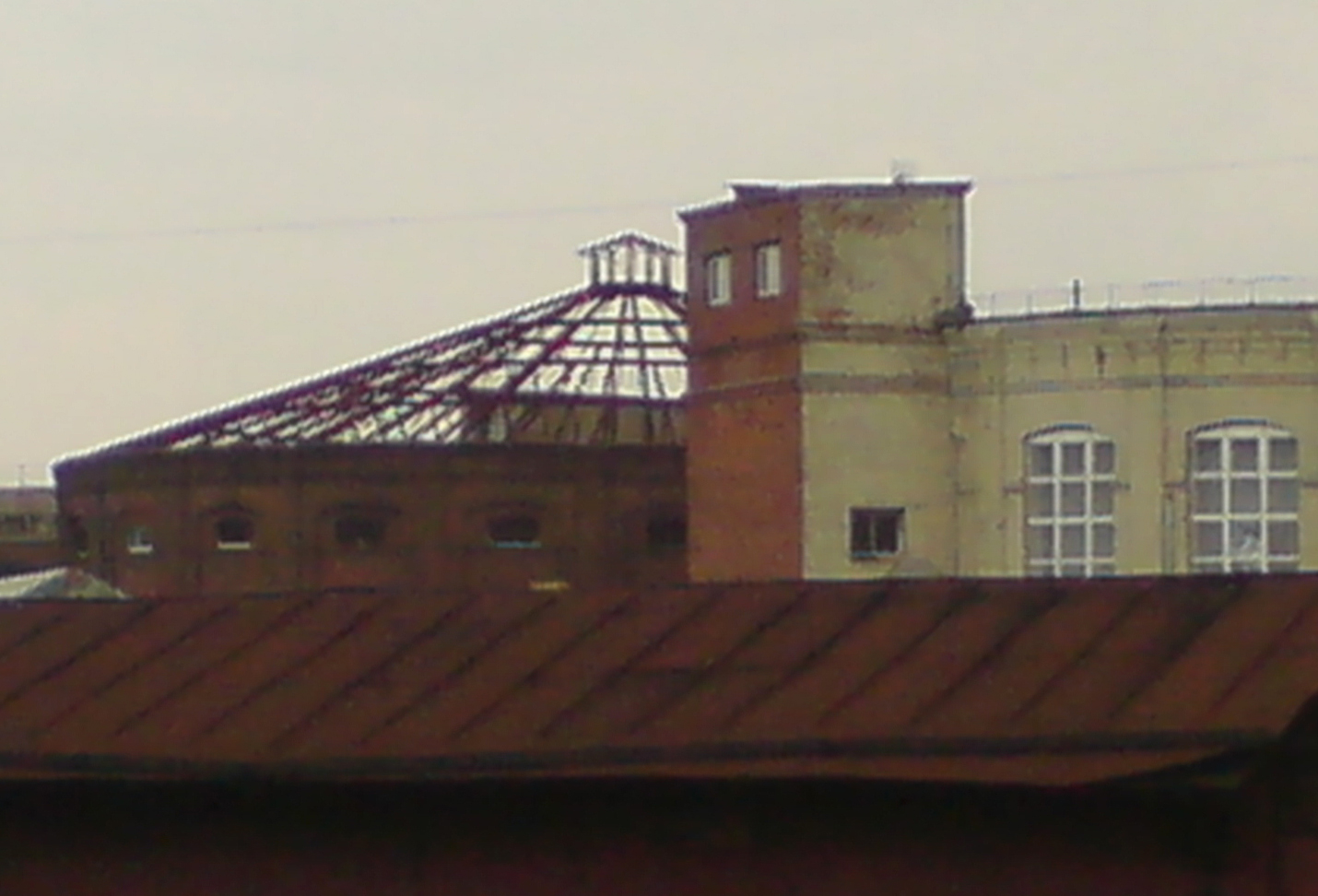
Каркас шуховских перекрытий газгольдера (вид со стороны Курского вокзала)
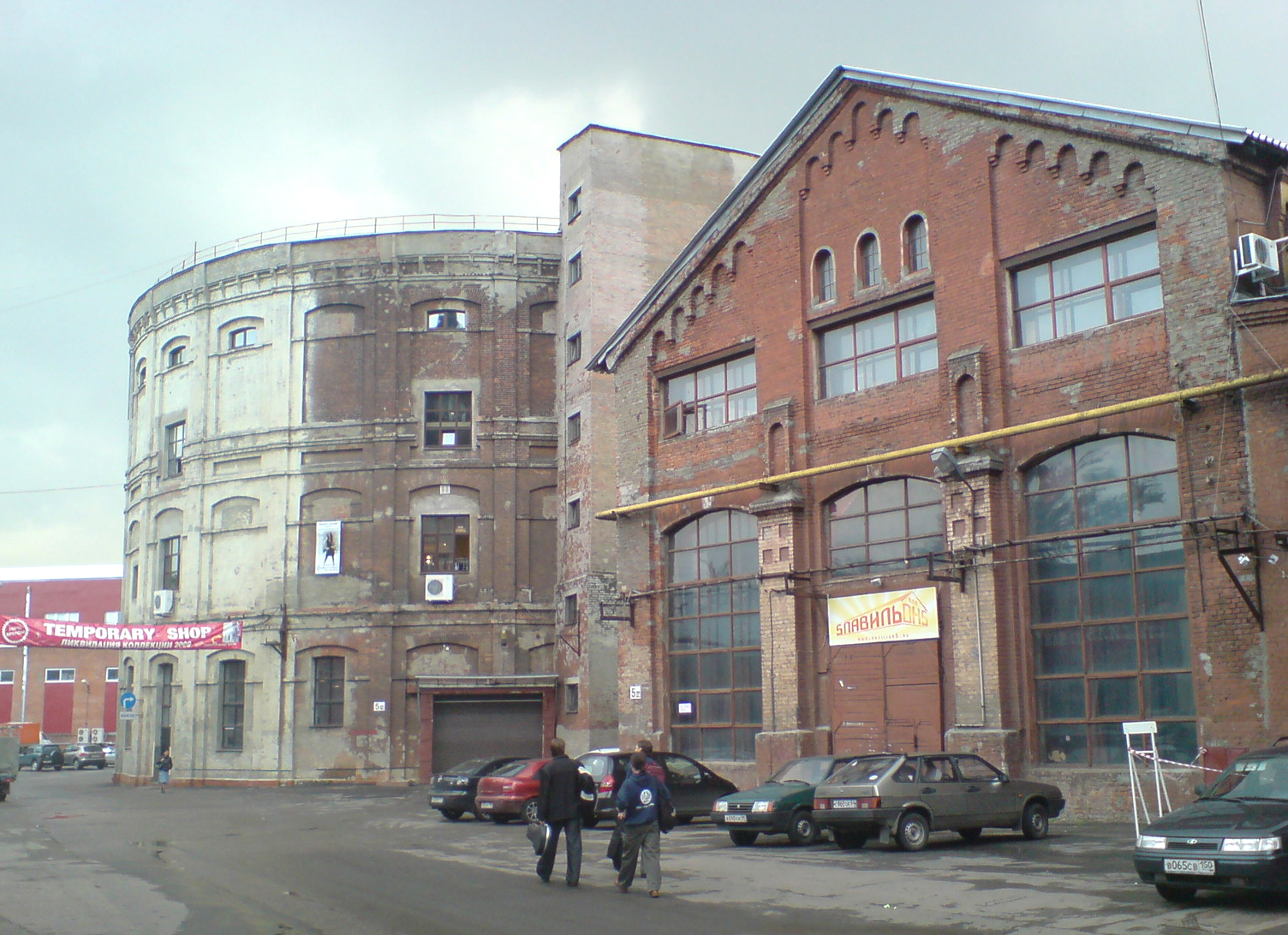
Газгольдер и производственный корпус

В 1997 году завод был переименован в ОАО АЗ «Арма» и выпускал газозапорную арматуру. В 2002 году производство было остановлено, а площади бывшего завода сдавали в аренду. Южная часть территории перешла к «Арме» и была реконструирована девелоперской компанией «Большой город».
С 2003 года «Арма» стала одним из главных творческих центров Москвы, где собираются музыканты, дизайнеры, продюсеры. В настоящее время бывший газовый завод сдают в аренду под офисы, рестораны и магазины.

## Реконструкция
Активная перестройка началась в 2011 году. В настоящее время на территории бывшего завода функционируют четыре газгольдера и девять реконструированных корпусов. Реновацией корпусов и благоустройством территории занимались архитекторы бюро «АМ Сергей Киселёв и Партнёры». Реновация коснулась в основном южной части бывшего завода. Были разобраны советские пристройки, укреплен фундамент, в скатах кровель появились мансардные окна и уступы террас.

В результате благоустройства были открыты проходы на территорию. Ворота между корпусами переоборудовали в открытый для пешеходов и более просторный КПП, также уменьшился автомобильный трафик на территории «Армы».

Территория бывшего завода в 2023 году
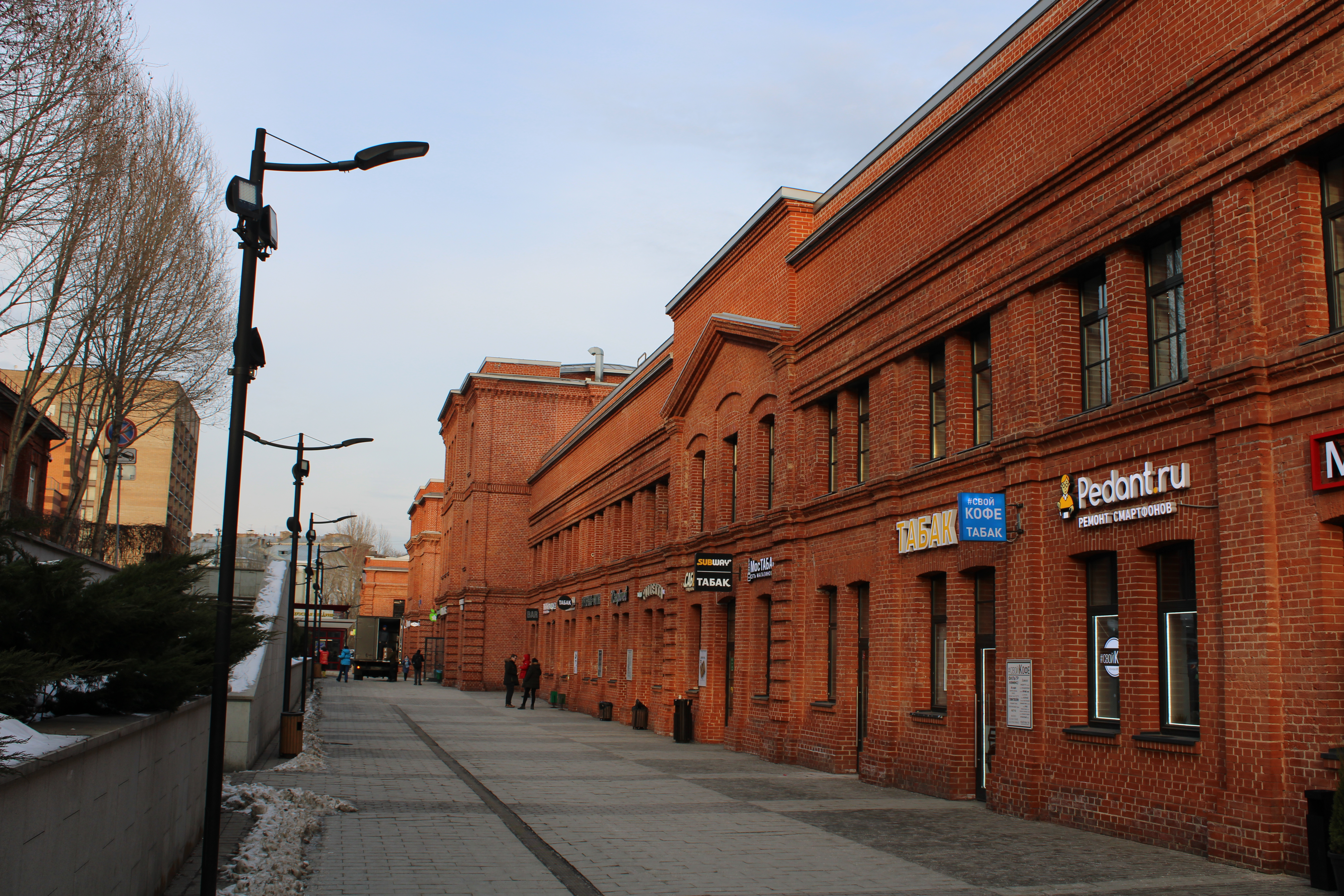
Вид со стороны Нижнего Сусального переулка
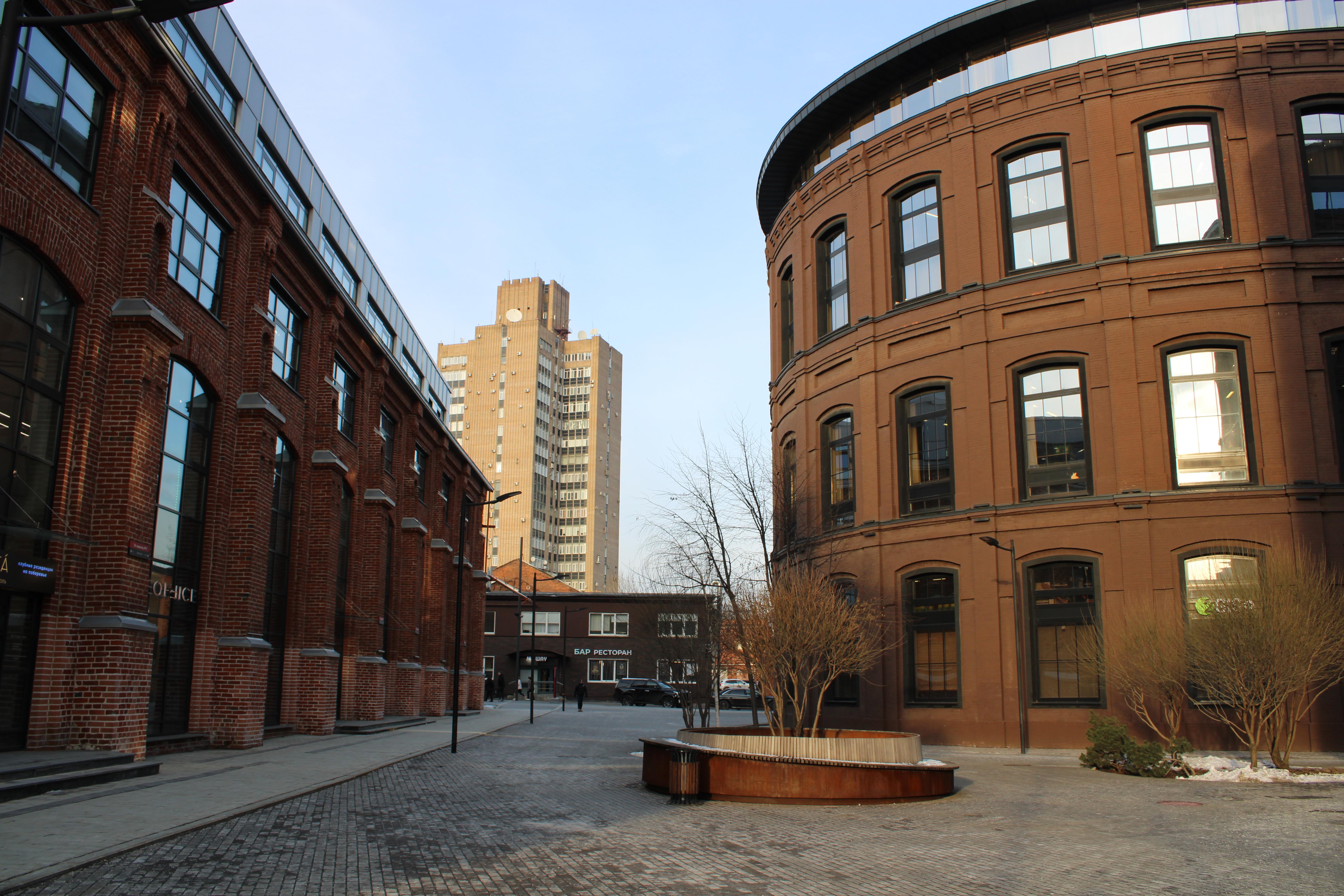
Бывший газгольдер
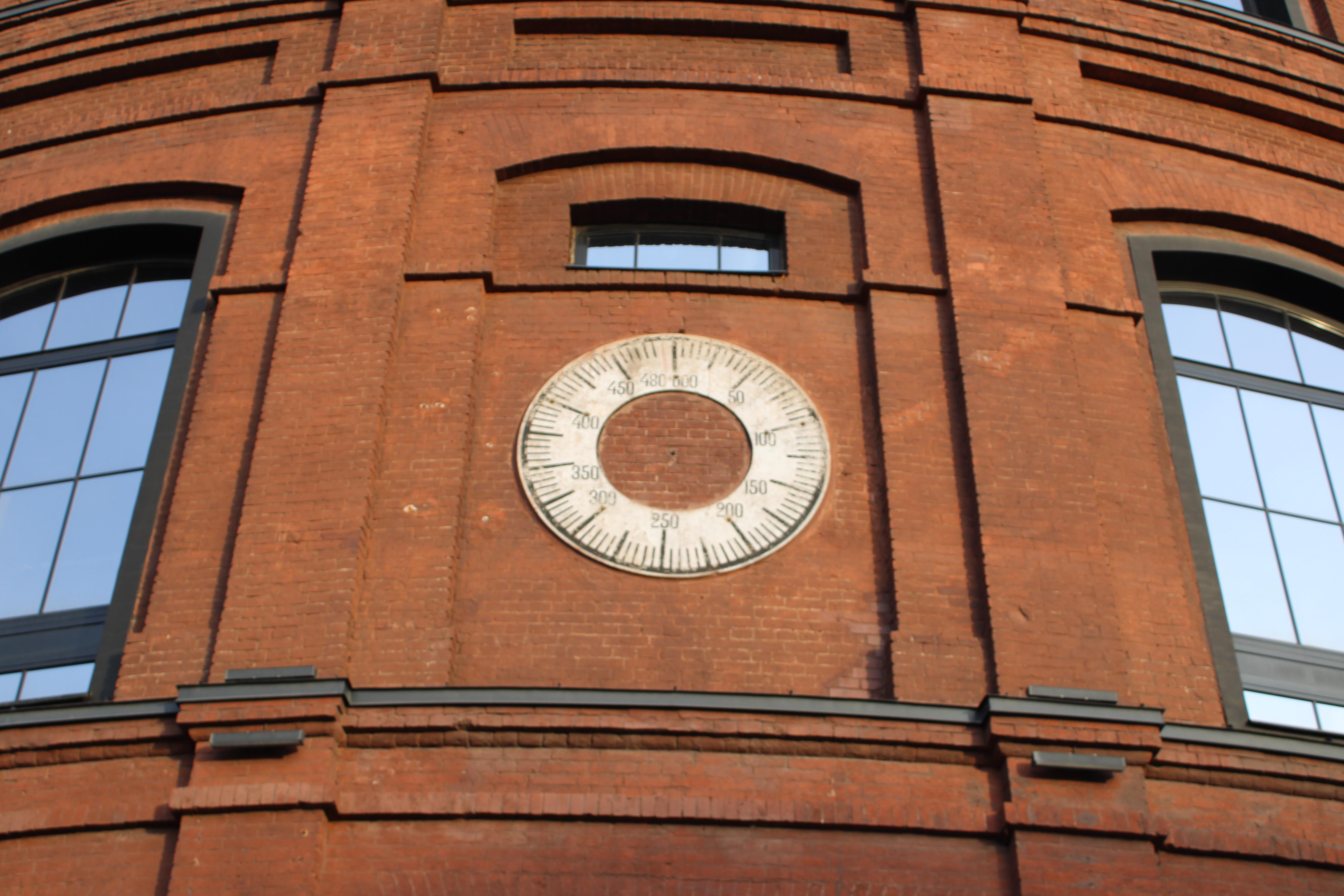
Циферблат без стрелки на газгольдере
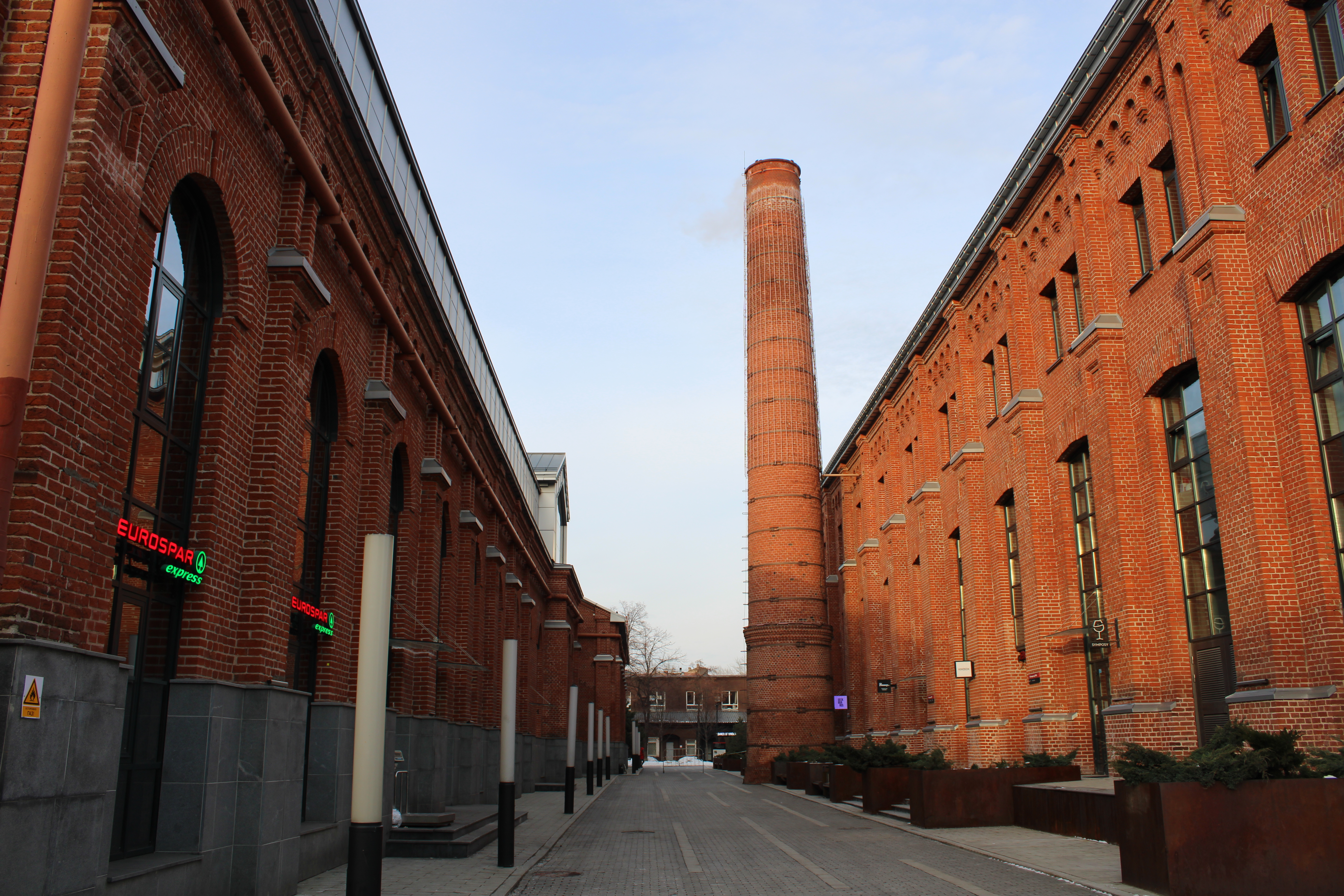
Труба на территории

## Здания
Официальный статус исторически ценных объектов бывшего завода имеют четыре газгольдера и два административных корпуса.
Газгольдеры — самые старые из сохранившихся построек, отличаются мощной пластикой фасадов и оригинальной цилиндрической формой. Они были спроектированы Рудольфом Бернгардом. От европейских их отличают углубленные на 10 метров в землю полы. Во время первой реконструкции безопорные перекрытия заменили по проекту Владимира Шухова, для укрепления он использовал сетчатые и сводчатые металлические структуры. За советский период интерьеры и фасады газгольдеров значительно изменились, почти полностью сохранился только корпус № 17. В настоящее время в них размещаются руководства «Армы», офисы и коворкинг. Во время реновации газгольдеры очистили от краски, грязи и плесени, стены перекрасили и надстроили этаж, поддерживаемый панорамным окном.
От первого завода сохранились корпуса № 1 и № 2, вытянутые вдоль Нижнего Сусального переулка. Александр Рооп добавил к ним боковые ризалиты, визуально отделив торцы зданий во «флигели». В советское время над двухэтажными зданиями построили аттиковые надстройки. При реконструкции их перебрали, в результате образовались помещения для офисов, освещенные мансардными окнами. Корпуса отданы магазинам и кафе, на верхнем этаже находятся рабочие помещения.
Корпус № 3 служил на заводе аппаратной. Он немного меньше соседнего четвёртого корпуса, но его фасады нарисованы пластичнее, чем во всех других постройках. Циркульные перемычки окон и круглые ниши перекликаются с фризами ломбардских арок и контрфорсами. Северный торцевой фасад украшен пятью высокими окнами.
Корпус № 3а немного меньше, также с высокими окнами и лучковыми сандриками. Рядом с корпусами 3 и 3а установлен обновлённый памятник погибшим в Великой Отечественной войне.
Здания корпусов № 4, № 5 и № 5а были построены Александром Роопа в 1912—1914 годах. На фасадах непрерывные аркатуры, между окнами, выстроенными в два яруса, возведены контрфорсы. Корпуса обращены к железнодорожной насыпи и образуют двор-парковку. До сих пор действует заводская труба, обслуживающая котельную. Нижние этажи заняты торговыми помещениями, верхние — офисными. Между четвёртым и третьим корпусом проходит пешеходный бульвар.
Корпус № 6 был построен в 1880-х годах для производства счетчиков. В здании устроен мансардный этаж, который арендуют офисы, а нижний этаж углублен. Двухэтажный корпус № 7 задумывался как новая котельная. Его глухие торцы обращены на север и юг, стеклянные — на восток, к историческим корпусам, а ряд вертикальных окон смотрим в сторону газгольдеров. Кирпичный, покрытый плиткой корпус № 13 находится рядом с западной границей комплекса, имеет треугольную форму. Откосы окон асимметричны и повторяют форму зданий.
Корпус № 19 — наиболее крупный из обновленных построек «Армы». Он находится за газгольдерами и окружен наземной парковкой. Вход выполнен в виде ниши в белокаменной рамке со встроенным в неё козырькам. Вдоль зданий расположены глубокие приямки, прикрытые стеклом, которые подчёркивают углубленное пространство. Над окнами выступает белая рельефная сетка, визуально объединяя этажи.